# Hermann Müller
Hermann Müller (Mannheim, 18. svibnja, 1876. Mannheim – Berlin, 20. ožujka, 1931.) bio je njemački socijal-demokratski političar koji je bio ministar vanjskih poslova (1919. – 1920.), i dva puta kancelar weimarske republike (1920., 1928. – 1930.). Tijekom njegovog djelovanja kao ministra vanjskih poslova, 1919. potpisan je Versajski ugovor te je on bio jedan od potpisnika.
Müllerov otac bio je proizvođač šampanjca koji je umro 1892. Godine 1902. oženio se Friedom Tockus. Imali su jedno zajedničko dijete, kćer Annemarie. Nekoliko dana nakon poroda 1905. umrla je i mu je i žena, zbog komplikacija tijekom trudnoće. Ponovno se oženio 1909. i iste godine dobio novu kćer Eriku. 
Njegova druga vlada je zapravo bila zadnja vlada Weimarske Republike koja je imala većinu u Reichstagu., ali njegova "velika koalicija" se raspala zbog razmjerica između Socijal-demokrata (SPD) i Njemačke narodne stranke oko novčanih problema tijekom velike inflacije. Müller se strašno protivio da njegova stranka napusti vladu no nije mogao ništa učiniti. Umro je sljedeće godine. Pokopan je na groblju Zentralfriedhof Friedrichsfelde.